# Team Liman (2014)
Team Liman was een Servische 3×3-basketbalploeg die de wijk Liman uit Novi Sad vertegenwoordigde op internationale wedstrijden.

## Geschiedenis
In 2014 nam een eerste team deel onder de naam Team Liman en speelde enkel in de WT Praag waar ze negende eindigde. Ze werden uiteindelijk 52e in de eindstand met 20 punten. Na een jaar afwezigheid in 2015 was er in 2016 een nieuwe ploeg onder die naam met Marko Brankovic, Stefan Kojic, Aleksandar Ratkov en Stefan Stojacic. 

## Spelers
- 2014: Aleksandar Mudrinski, Aleksandar Petrevski, Rajko Radinovic, Bojan Tomasevic[1]

## World Tour Resultaten
| Jaar | Punten | Positie | Finale | Overwinningen |
| ---- | ------ | ------- | ------ | ------------- |
| 2014 | 20     | 52e     | –      |               |